# Mrežno mjesto
Mrežno mjesto, mrežna lokacija ili anglizmi Website ili Web-site jest skup povezanih mrežnih stranica najčešće umreženih s jednog mrežnog mjesta (Web-domene). Smješten je na najmanje jednom mrežnom serveru, dostupan putem mreže poput interneta ili privatne LAN-mreže, a preko internetske adrese poznate kao URL. Sve javno dostupne mrežne lokacije čine World Wide Web.
Stranice na mrežnom mjestu mogu često biti preuzete preko jednostavnog URL-a, koji međusobno ustrojavaju stranice, iako njihovo premrežavanje (engl. hyperlinking) odražava doživljaj strukture stranica čitatelju, navodeći ga u pretraživanju mrežnoga mjesta, koje uglavnom obuhvaća početnu stranicu s većinom poveznica na mrežnom sadržaju, pr. podstranicama („O nama”, „Kontakt” i sl.).
Neke mrežne stranice zahtijevaju pretplatu za pristup nekim ili svim svojim sadržajima. Primjeri pretplate uključuju poslovne stranice, dijelove mrežnih stranica za novosti, akademske stranice, mrežne igraonice, stranice za razmjenu datoteka, mrežni forumi, e-poštu, društvene mreže itd.

## Također pogledajte
- W3C (Web standards)

## Vanjske poveznice
- Internet Corporation For Assigned Names and Numbers (ICANN)
- World Wide Web Consortium (W3C)
- User Interactive (UI)
- The Internet Society (ISOC)